# Nou Club Liberal (Japó)
El Nou Club Liberal (新自由クラブ Shin-jiyū-kurabu) va ser un partit polític japonés fundat el 25 de juny de 1976 com a escissió del Partit Liberal Democràtic del Japó. El partit va entrar a un govern de coalició amb el PLD l'any 1983 encapçalat pel primer ministre Yasuhiro Nakasone i on el líder del partit, Seiichi Tagawa, va obtindre el càrrec de ministre de l'interior. El partit es va unir al PLD el 15 d'agost de 1986.

## Resultats electorals

### Cambra de Representants
| Any  | Líder          | Candidats | Escons   | +/- | Govern   |
| ---- | -------------- | --------- | -------- | --- | -------- |
| 1976 | Yōhei Kōno     | 25        | 17 / 511 | Nou | Oposició |
| 1979 | Seiichi Tagawa | 31        | 4 / 511  | 13  | Oposició |
| 1980 | Seiichi Tagawa | 25        | 12 / 511 | 8   | Oposició |
| 1983 | Seiichi Tagawa | 17        | 8 / 511  | 4   | Coalició |
| 1986 | Yōhei Kōno     | 12        | 6 / 512  | 2   | Coalició |

### Cambra de Consellers
| Any  | Líder          | Escons  | Escons    | Govern   |
| Any  | Líder          | Total   | Obtinguts | Govern   |
| ---- | -------------- | ------- | --------- | -------- |
| 1977 | Yōhei Kōno     | 3 / 252 | 3 / 126   | Oposició |
| 1980 | Seiichi Tagawa | 2 / 252 | 0 / 126   | Oposició |
| 1983 | Seiichi Tagawa | 3 / 252 | 2 / 126   | Oposició |
| 1986 | Yōhei Kōno     | 1 / 252 | 1 / 126   | Oposició |

## Líders
| Núm. | Nom            | Foto | Mandat         | Mandat         |
| Núm. | Nom            | Foto | Inici          | Final          |
| ---- | -------------- | ---- | -------------- | -------------- |
| 1    | Yōhei Kōno     |      | Juny de 1976   | Febrer de 1979 |
| 2    | Seiichi Tagawa |      | Febrer de 1979 | Juny de 1984   |
| 3    | Yōhei Kōno     |      | Juny de 1984   | Agost de 1986  |